# José Prudencio Padilla
José Prudencio Padilla López (Camarones, Riohacha, 19 de marzo de 1784 Bogotá, 2 de octubre de 1828) fue un militar, marino y prócer colombiano que participó en las guerras de independencia.  
Toda su vida fue excluido por su ascendencia parda,pero gracias a sus destacadas acciones militares llegó a ser nombrado como general de división de la república, pero al desempeñarse como comandante de las fuerzas navales independentistas, se le ha conocido de manera errónea, como Almirante, rango que nunca le fue concedido. Sin embargo, la costumbre histórica ha hecho que el general Padilla sea conocido como almirante de Cartagena y por haber sido senador de la Gran Colombia en 1822. Se le recuerda por comandar el decisivo triunfo en la Batalla naval del Lago de Maracaibo el 24 de julio de 1823. 
Fue acusado de participar en la Conspiración Septembrina, a pesar de encontrarse encerrado en calabozos por haber participado en levantamiento de oficiales en Cartagena que se oponían a firmar el documento en el cual afirmarían el apoyo a una constitución vitalicia propuesta por Bolívar, y un tribunal encargado de los acusados por la conspiración ya lo había absuelto de cargos por tal evento. Sin embargo en un momento de furia Bolívar disolvió el tribunal, nombrando como juez único al general Urdaneta a quien dijo "no aceptaba absoluciones", la sentencia de Padilla fue anulada junto a otras más siguiendo instrucciones de Bolívar, y por órdenes de Urdaneta quien actuó sumariamente bajo cargos de conspiración y traición, Padilla murió ejecutado en Bogotá el 2 de octubre de 1828.
En carta dirigida a Pedro Briceño Méndez con fecha del 16 de noviembre de 1828, Bolívar manifiesta su arrepentimiento por las muertes de Piar y Padilla, en vista que podría perder el apoyo de seguidores pardos.

## Biografía

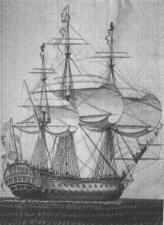
Dibujo del San Juan Nepomuceno, barco en el cual sirvió Padilla en la batalla de Trafalgar.

Fueron sus padres Andrés Padilla de Sabanalarga, carpintero y constructor de embarcaciones menores y Josefa Lucía López, descendiente de wayús. 
Para 1803, Padilla, que ya había cumplido diecinueve años, ingresó a la Real Armada española del Nuevo Reino de Granada. En 1805, en el marco de la alianza entre Napoleón I y Carlos IV de España, se organizó la invasión a las islas británicas por parte de una escuadra franco-española. El 21 de octubre la flota inglesa haría frente a la invasión, dando lugar así a la que pasaría a conocerse como la batalla de Trafalgar. Padilla participó en esta batalla a bordo del navío de línea español: San Juan Nepomuceno. Con el triunfo inglés, los marinos sobrevivientes fueron hechos prisioneros, entre ellos José Padilla.
En 1808 Padilla fue amnistiado y liberado, tras lo cual recibió nombramiento de contramaestre del apostadero de Cartagena de Indias, estableciéndose en el arrabal de afrodescendientes de Getsemaní, ubicado en esa ciudad. El 11 de noviembre de 1811 tomó parte en el amotinamiento del pueblo de Getsemaní, que tenía el objetivo de presionar a la junta de gobierno de Cartagena para que se declarase un "Estado libre, soberano e independiente", como quedaría consignado en la constitución publicada en 1812. Este proceso independentista había sido desencadenado por la invasión napoleónica a España, la cual generó una crisis de legitimidad, que buscó solucionarse por medio del traslado de la soberanía, que hasta entonces había residido en el rey, al pueblo.

### Participación en la Campaña libertadora del Caribe
Desde 1812 participó exitosamente en la lucha contra las provincias realistas de Santa Marta y Riohacha, siendo nombrado contramaestre del bergantín Independiente. En 1813 conoció a Simón Bolívar, aceptándolo como líder. En 1815 concurrió a la acción naval de la Batalla de Tolu y con el cañonero republicano “Concepción” derrotó a la fragata española "Neptuno". En reconocimiento a esta acción, el gobierno granadino premió a Padilla con el ascenso a alférez de fragata. En 1815 fue encarcelado, al ser acusado de traición por Mariano Montilla, un criollo venezolano que desde entonces se convertiría en su mayor opositor.
En 1815 Fernando VII llegó al trono y ordenó la reconquista de la Nueva Granada y la Capitanía General de Venezuela, acción que quedaría bajo el mando de Pablo Morillo. En razón a la llegada de la expedición pacificadora, Padilla fue liberado, tomando partido en la defensa de Cartagena que duró 106 días sitiada, tras lo cual la ciudad se rindió por causa de la hambruna. Aunque muchos de los patriotas fueron capturados, y algunos ejecutados, no fue el caso de Padilla quien pudo escapar en una goleta, que logró romper la línea de la escuadra realista que impedía la salida de los sitiados. Destino diferente tendría su padre, quien fue hecho prisionero y encarcelado por los españoles.

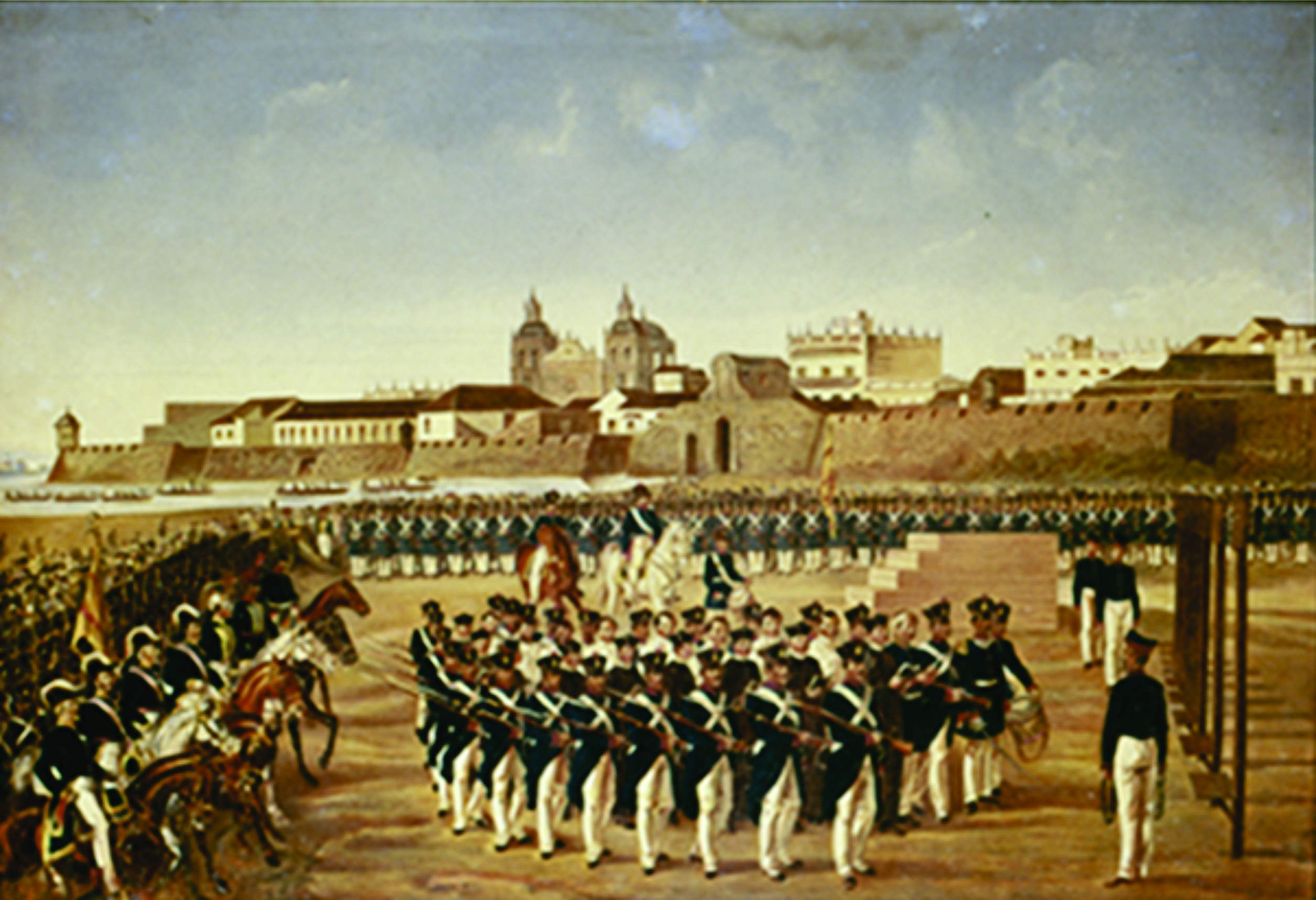
Fusilamiento de los próceres de Cartagena, por parte de la expedición pacificadora, el 24 de febrero de 1816,. Generoso Jaspe, (Museo Nacional de Colombia).

Padilla arribó a Los Cayos, Haití, donde, seguramente, le causó gran impresión ver un gobierno compuesto por negros y mulatos, por lo cual soñaría con replicar esa posibilidad en la Nueva Granada. Bolívar que se encontraba exiliado en Jamaica, llegó al mismo tiempo a Haití, desde donde organizó la expedición que zarpó de Los Cayos de San Luis el 31 de marzo de 1816, a la cual se uniría Padilla. Esta expedición contemplaría la victoria naval de Los Frailes (2 de mayo) y el desembarco de Carúpano (1 de junio), sin embargo, una vez en tierra, la ofensiva lanzada por Francisco Tomás Morales como respuesta al desembarco ocasionó el regreso de Bolívar a Haití. Padilla no retornó con él sino que se integró a las tropas del general Manuel Piar. Cuando Bolívar volvió a tierra firme con la segunda expedición financiada por Haití ordenó al almirante Luis Brión la captura y fusilamiento de Manuel Piar, por causa de su origen afro, y el temor de una guerra racial.
Padilla en su calidad de pardo, fue elegido por Bolívar para mantener la disciplina de las tropas, compuestas mayoritariamente por pardos, negros, mestizos e indios, siendo por ello, promovido a capitán de navío.
Entre 1817 y 1819, Padilla ejerció mando en importantes expediciones en el Orinoco y el Atlántico. En 1819 participó en la campaña de Casanare en la que tuvo a su cargo el transporte de tropas y material de guerra. El 12 de marzo de 1820 actuó, como segundo al mando, tras Luis Brión, en la toma de Riohacha, así como en las batallas de la Laguna Sala', Pueblo Viejo, Tenerife, La Barra, Ciénaga de Santa Marta y San Juan.

#### Liberación de Cartagena
En enero de 1821 tropas patriotas bajo el mando de Mariano  Montilla y la escuadra al mando de Padilla, iniciaron el sitio terrestre y marítimo de Cartagena. El 4 de mayo la flota de Padilla logra entrar a la bahía de Cartagena. El 24 de junio, sucedió la más decisiva de estas batallas, en la llamada Noche de San Juan, la escuadra de Padilla logró derrotar a la armada realista, logrando su rendición el 1 de octubre, quedando así Cartagena en manos de los patriotas neogranadinos. Por sus acciones el gobierno de la Gran Colombia ascendió a Padilla al rango de general de brigada, y lo nombró comandante general del Tercer Departamento de Marina y de la Escuadra de Operaciones del Río Zulia.

#### Batalla naval del Lago de Maracaibo

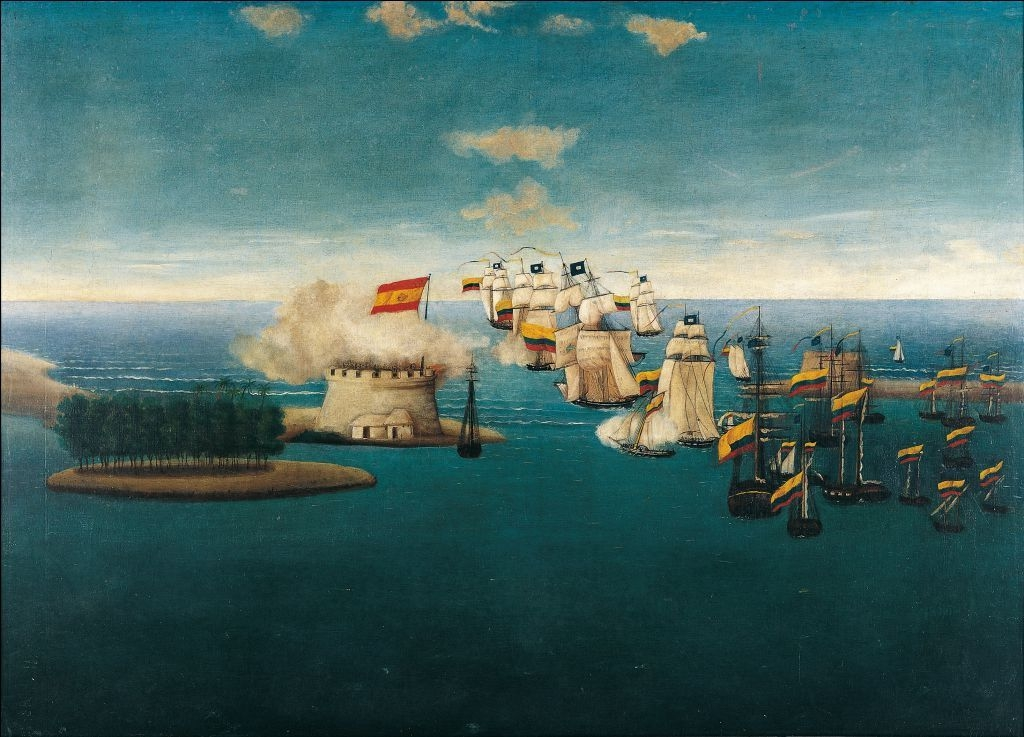
Acción del Castillo de Maracaibo (ca. 1840), óleo de José María Espinosa (c. 1845-1850).

Si bien las tropas comandadas por los patriotas habían tenido éxito en tierra firme, habían fracasado en los intentos de liberar la región costera venezolana, por lo que la provincia de Maracaibo seguía bajo dominio español. En 1823 Padilla fue designado por el vicepresidente Santander para dirigir la campaña de Maracaibo desde Riohacha, al mando de cinco bergantines, siete goletas, y otras diecisiete embarcaciones más. El 24 de julio de 1823, Padilla logró alzarse victorioso frente al castillo de San Carlos, en la batalla naval del Lago de Maracaibo, con lo que se apoderó del lago, siendo despedazada y humillada la escuadra española, lo que derivó en la capitulación del mariscal de campo Francisco Tomás Morales el 3 de agosto siguiente. Por su triunfo en Maracaibo, Padilla fue ascendido a general de división, se le otorgó una medalla de oro y una pensión anual de 3.000 pesos, compensación inferior a la que recibieron la mayoría de jefes militares participantes en la campaña libertadora, que eran nombrados en altos cargos tras sus acciones, lo que sin duda era causado por su origen pardo.

### Participación política

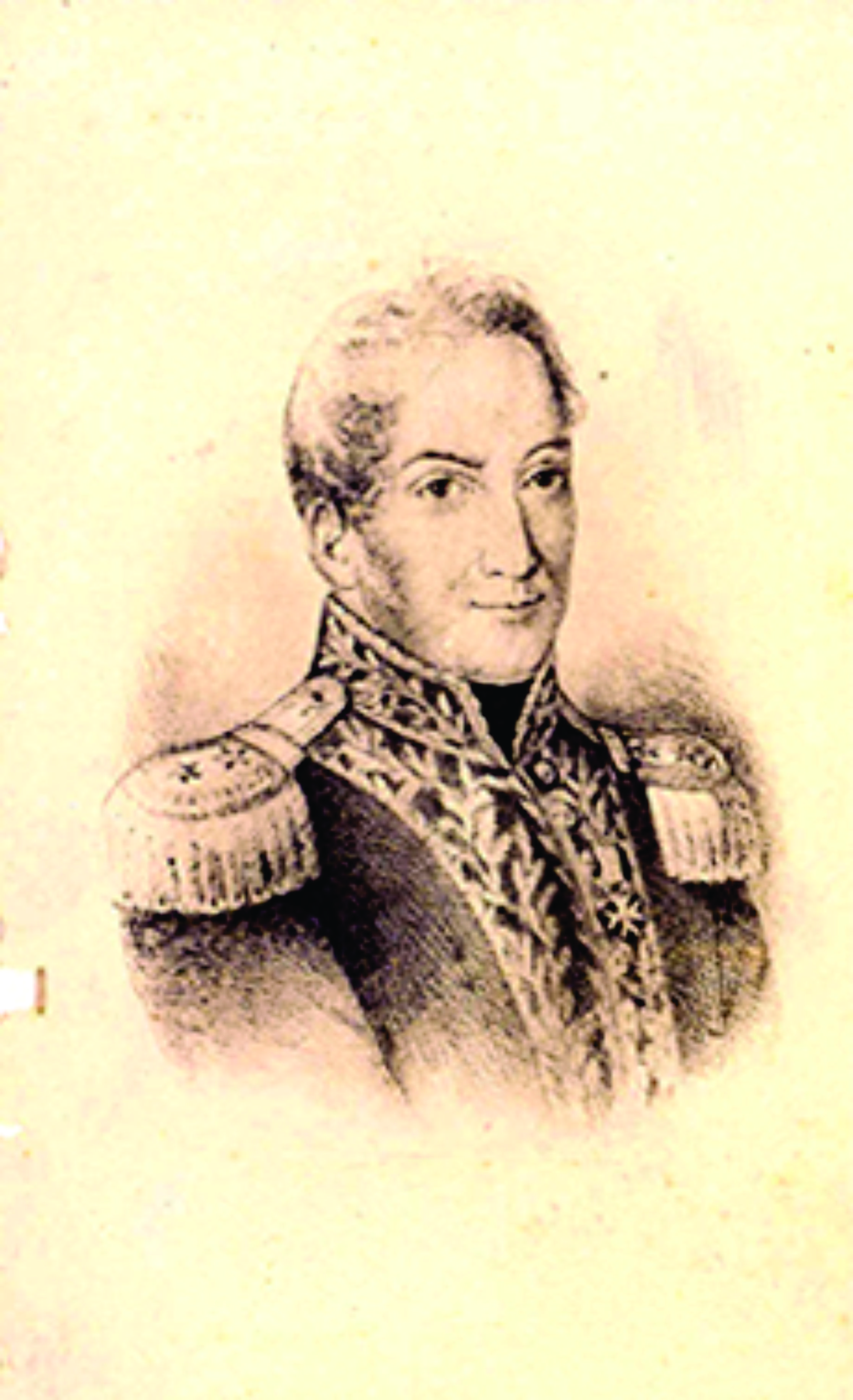
Grabado de Mariano Montilla, principal opositor de Padilla.

A Padilla se le reconoce generalmente por su faceta militar, olvidando que fue una figura importante dentro de la política local cartagenera. Sin embargo, su origen pardo fue una limitación insuperable para acceder a cargos de alta jerarquía, además de su constante marginación por parte de la élite criolla, que no terminaría ni siquiera con su muerte, puesto que su papel fundamental en la campaña libertadora fue ocultado.
La desilusión de Padilla frente a sus aspiraciones de una mayor inclusión de las castas mestizas y afrodescendientes quedaría confirmada cuando, a pesar de haber demostrado grandes dotes de liderazgo con su triunfo en Maracaibo, no obtuvo el reconocimiento político que esperaba: el puesto de intendente del departamento de Magdalena, que incluía a las provincias de Santa Marta, Cartagena y Riohacha. Siéndole este otorgado a su opositor Mariano Montilla, causante de su arresto en 1815, dándosele en su lugar, la comandancia, de segundo nivel, de la Marina del litoral, que era subordinada a Mantilla.
La situación con Montilla se agudizó hacia 1822, con las acusaciones que este hacia ante el presidente encargado Francisco de Paula Santander, sobre las intenciones que tenía Padilla de generar una guerra de razas, señalando tanto la existencia de un apoyo a los exiliados por la reconquista, en Santo Domingo, como las pretensiones de soldados zambos de Getsemaní, para tener como jefe a Padilla. No obstante tales acusaciones en su mayoría infundadas por resentimientos personales de Montilla, Padilla quien gozaba de gran apoyo popular cartagenero, logró, ser elegido senador de la República en 1822.

#### Hostilidades con la élite cartagenera
Con el fin de la guerra de independencia, y la expulsión de los españoles, se empezaron a restablecer las jerarquías clasistas y racistas, existentes antes del conflicto. En Cartagena, entre los criollos se empezó a generar indignación con el estatus que había alcanzado un pardo como Padilla. Diversos incidentes dan cuenta de la exclusión racial, que la independencia no había logrado superar, como los rechazos que se generaron hacia Anita Romero, una mujer parda, compañera sentimental de Padilla, con quien él vivía después de haberse separado de su esposa por considerarla adúltera. Uno de estos episodios fue la negativa comerciante de clase alta Juan de Francisco de invitar a Anita Romero a un baile que iba a ofrecer. Marixa Lasso, doctora en historia, explica así el episodio:
Tal irrespeto se ajustaba a las relaciones tradicionales entre los hombres de la élite y sus amantes pardas. Estas relaciones reforzaban las jerarquías raciales de la Colonia deshonrando a las mujeres pardas, quienes eran excluidas del honorable rol de esposas legítimas, mientras que mantenían intacto el honor del hombre blanco. El honor del hombre blanco iba ligado al de su legítima esposa y sus hijos; lo que os deshonraba era casarse con una mujer parda, mas no sostener relaciones extramatrimoniales con ellas. Padilla y otros republicanos radicales alteraron estas jerarquías, al otorgarles a las mujeres pardas el mismo estatus y trato que a las mujeres de la élite.
Estas exclusiones sufridas por Padilla lo motivaron a publicar un panfleto titulado Al respetable público de Cartagena, en el cual destaca la desigualdad persistente en la nueva República, aludiendo que las afrentas que ha recibido por su condición racial, son extensibles a todos los pardos, advirtiendo a su vez que:
“la espada que empuñé contra el rey de España, esa espada con que he dado a la patria días de gloria, esa misma espada me sostendrá contra cualquiera que intente abatir a mi clase parda, y degradar a mi persona”. Posición que contrastaba con la de la élite criolla cartagenera para quienes tales exigencias eran producto de la arrogancia, señalándolas como una incitación a la guerra racial. A pesar de que los ataques de Montilla nunca disminuyeron, Padilla logró ser reelecto senador en 1825.

#### Papel en el conflicto Bolívar-Santander
Desde 1826 apareció una nueva incertidumbre en la nueva república, no solo por el temor hacia la fragmentación territorial, por las intenciones separatistas de Venezuela, sino también por la creciente división política, entre centralismo y federalismo, de Bolívar y Santander. Padilla, quien había mostrado su fidelidad hacia Bolívar, también sentía simpatía hacia Santander, con quien se contactaba con correo a menudo. En 1828, Montilla, un gran defensor del bando de Simón Bolívar, se postuló para ser elegido diputado de Cartagena a la Convención de Ocaña, pero perdió las elecciones. Como consecuencia de esto, el bando bolivariano de Cartagena escribió una serie de "representaciones a la Convención", con el fin de frustrar su éxito, pues el bando de Santander iba tomando gran fuerza. Por esto, Montilla exigió los oficiales y jefes militares firmaran una exposición en contra de Santander y a favor de Bolívar, sindicando al primero de ser el causante de la miseria del ejército. Sin embargo, un grupo de militares del Batallón Tiradores se expresó en contra de firmar tales "representaciones a la Convención" y buscaron a Padilla para que los apoyara. También se dice que el mismo Padilla fue quien prohibió que los oficiales a su mando firmaran y ofreció defender a quienes no lo hicieran.
Mientras tanto, durante marzo del mismo año, Montilla, asumió facultades extraordinarias para restaurar el orden público, retirando a su vez las tropas de Cartagena. Padilla decidió movilizar a sus hombres en la ciudad, para reemplazar a los de Montilla, así como por clamor popular, se posesionó como intendente en el barrio de Getsemaní. Este accionar de Montilla ha sido entendido por los historiadores conocedores del caso como una provocación que justificara las acusaciones contra Padilla de generar un golpe de Estado y provocar una guerra de razas, cuando lo único que estaba buscando Padilla era defender la Convención de Ocaña. Mientras tanto, se agudizaba el rumor de que los pardos estaban buscando una "guerra racial", y se veía a Padilla como un líder pardo peligroso para la élite criolla blanca. Ante las acusaciones de Montilla, sobre las intenciones de Padilla de montar una pardocracía, Padilla viajó a Mompox y a Ocaña el 8 de marzo, y le escribió cartas a Bolívar, en las que le explicaba su actuar, buscando ser perdonado. Sin embargo, no lo consiguió, pues "a los ojos de Bolívar, siempre temeroso de la 'pardocracia', el color de Padilla, su estatura política e influencia sobre los pardos de la costa caribe eran demasiado peligrosos".
 

Cuando Montilla buscó llevar a juicio a Padilla, se encontró con que los integrantes del Cabildo de Cartagena no habían considerado que el actuar de Padilla fuera para nada antipatriótico, sino todo lo contrario. Sin embargo, el gobierno central fue retirando poco a poco su apoyo a Padilla, y los mismos que antes lo habían defendido, se negaron a testificar en su favor un mes después, cuando la hermana de Padilla se los había solicitado. Pero Padilla estaba confiado del apoyo que recibiría cuando volviera a Cartagena, por lo que regresó y fue apresado por Montilla, quien lo envió a Bogotá para que fuera juzgado. Marixa Lasso explica así sus últimos días:
Una vez allí, su ya precaria situación se hizo aún peor, pues fue vinculado con el complot del 25 de septiembre para asesinar a Bolívar. Padilla fue declarado culpable del tumulto de Cartagena y de participar en la conspiración del 25 de septiembre. La mayoría de historiadores están de acuerdo en que Padilla no participó en el plan de asesinato; de hecho su sentencia le otorga el mismo énfasis, si no es que más, a la rebelión de Cartagena. Muchos contemporáneos también lo consideran inocente de promover el desorden, mucho menos la guerra racial. Daniel O'Leary muchas veces le escribió al Libertador para decirle que la gravedad de los eventos de Cartagena había sido muy exagerada. Pero estas opiniones no salvaron a Padilla de la ejecución. El mensaje era claro: la raza era una carta muy peligrosa que podía llevar a fatales consecuencias. El 2 de octubre de 1828, Padilla fue ejecutado en la plaza principal de Bogotá, vistiendo su uniforme de general. Cuando el sargento a cargo de la ejecución le removió las charreteras, Padilla exclamó: "esas no me las dio Bolívar sino la República". Sus últimas palabras fueron: "¡Viva la República! ¡Viva la libertad!"

## Ejecución
Padilla hecho prisionero, arribó a Bogotá el 26 de mayo de 1828. Padilla permaneció en prisión hasta los acontecimientos que desencadenarían la Conspiración Septembrina. Durante esa noche del 25 de septiembre de 1828, se llevó a cabo un atentado contra la vida de Simón Bolívar a la vez que se ejecutaba un asalto al palacio San Carlos. Algunos conjurados escalaron las paredes del edificio que le servía de cárcel y asesinaron al coronel José Bolívar, que lo custodiaba, para liberarle y nombrarle como jefe, lo cual rehusó volviendo a su alojamiento. Acción que no le impediría ser acusado de conspirar con Santander, siendo sentenciado el 2 de octubre de 1828, por órdenes de Bolívar la absolución de Padilla fue anulada y el general Urdaneta como juez único nombrado por Bolívar ordenó la pena capital, despojándolo públicamente de sus insignias militares, fusilado en la plaza de la Constitución y colgado en la horca, siendo el fin del pardo que más alto había llegado en la nueva sociedad republicana

### Explicación de su ejecución
La condena y ejecución de Padilla, deben ser entendidos desde una perspectiva crítica, en el sentido de que el suceso se enmarca dentro del temor a una Pardocracia que compartían sectores criollos, entre ellos el de Bolívar. La razón fundamental del destino de Padilla era su origen pardo, y el temor de que por su popularidad se generara un movimiento en búsqueda de una pardocracia. El mismo Bolívar reconoció este aspecto al afirmar en su carta a Pedro Briceño el 16 de noviembre de 1828
"(...)Yo no he podido desoir el dictamen del consejo con respecto a un enemigo público, cuyo castigo se habría reputado por venganza cruel. Yo estoy arrepentido de la muerte de Piar, de Padilla y de los demás que han perecido por la misma causa; en adelante no habrá justicia para castigar al más atroz asesino, porque la vida de Santander es el perdón de las impunidades más escándalosas. Lo peor de todo es que mañana le darán un indulto y volverá a hacer la guerra a todos mis amigos y a favorecer a todos mis enemigos. Su crimen se purificará en el crisol de la anarquía, pero lo que más me atormenta todavía es el justo clamor con que se quejarán los de la clase Piar y de Padilla. Dirán con sobrada justicia que yo he sido en favor de ese infame blanco, que no tenía los servicios de aquellos famosos servidores de la patria. Esto me desespera, de modo que no sé que hacerme. Mañana me voy para el campo a refrescarme y ver si me consuelo un tanto de tan mortales cavilaciones. Sin embargo, me consuela mucho el espiritú que muestra la nación por todas partes, y espero que la buena conducta del Gobierno y la ausencia de estos asesinos mejoren todavía más el espíritu público, No es creíble el entusiasmo con que me han felicitado todos los pueblos de Colombia.(...)"
Sin embargo tales amenazas resultaban infundadas, como lo demostró el hecho de que su muerte no generara grandes protestas. Según la historiadora Aline Helg, las causas de esta popularidad, mas no adhesión se debían tanto a su carácter como héroe naval que no expandió su red de popularidad más allá de Cartagena, así como sus aspiraciones a la igualdad racial dentro de la élite que no eran las mismas que los pardos del común para quienes ser identificados dentro de una exclusión implicaba el retorno al sistema de castas colonial.

## Homenajes

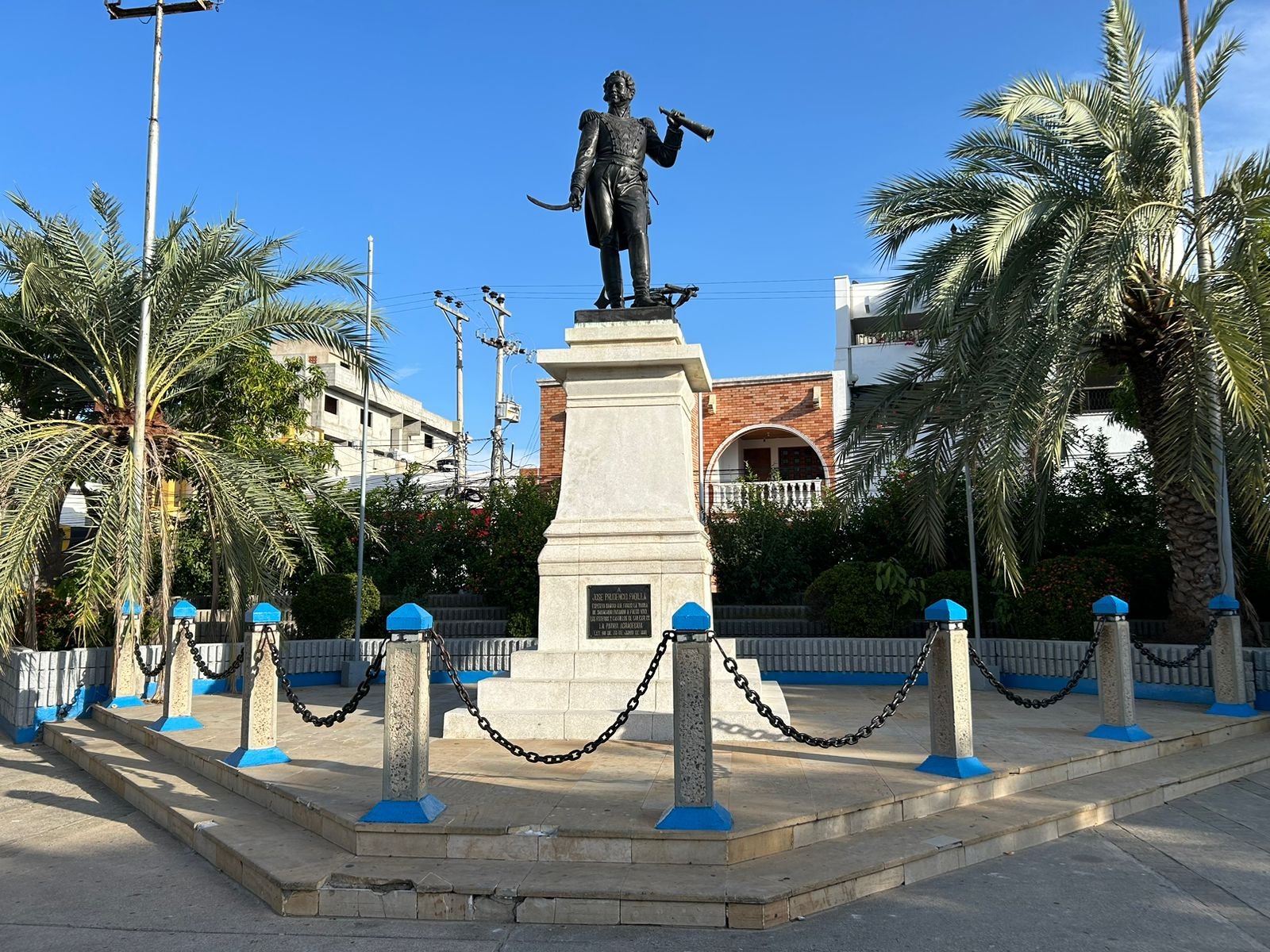
Estatua del almirante Padilla en la plaza homónima, Riohacha, Colombia

Padilla ha recibido diferentes homenajes desde su ejecución. Entre ellos la rehabilitación de su nombre por parte de los liberales en 1831, señalando a Bolívar como responsable de la muerte de Padilla: “víctima inocente de un tirano”. Asimismo, las luchas en contra del general Rafael Urdaneta se hicieron para vengar a Padilla, a lo que, una vez inaugurada la nueva constitución y retornado Santander se hicieron extendidas en el gobierno nacional, diferentes proclamas en diarios así como un funeral simbólico.

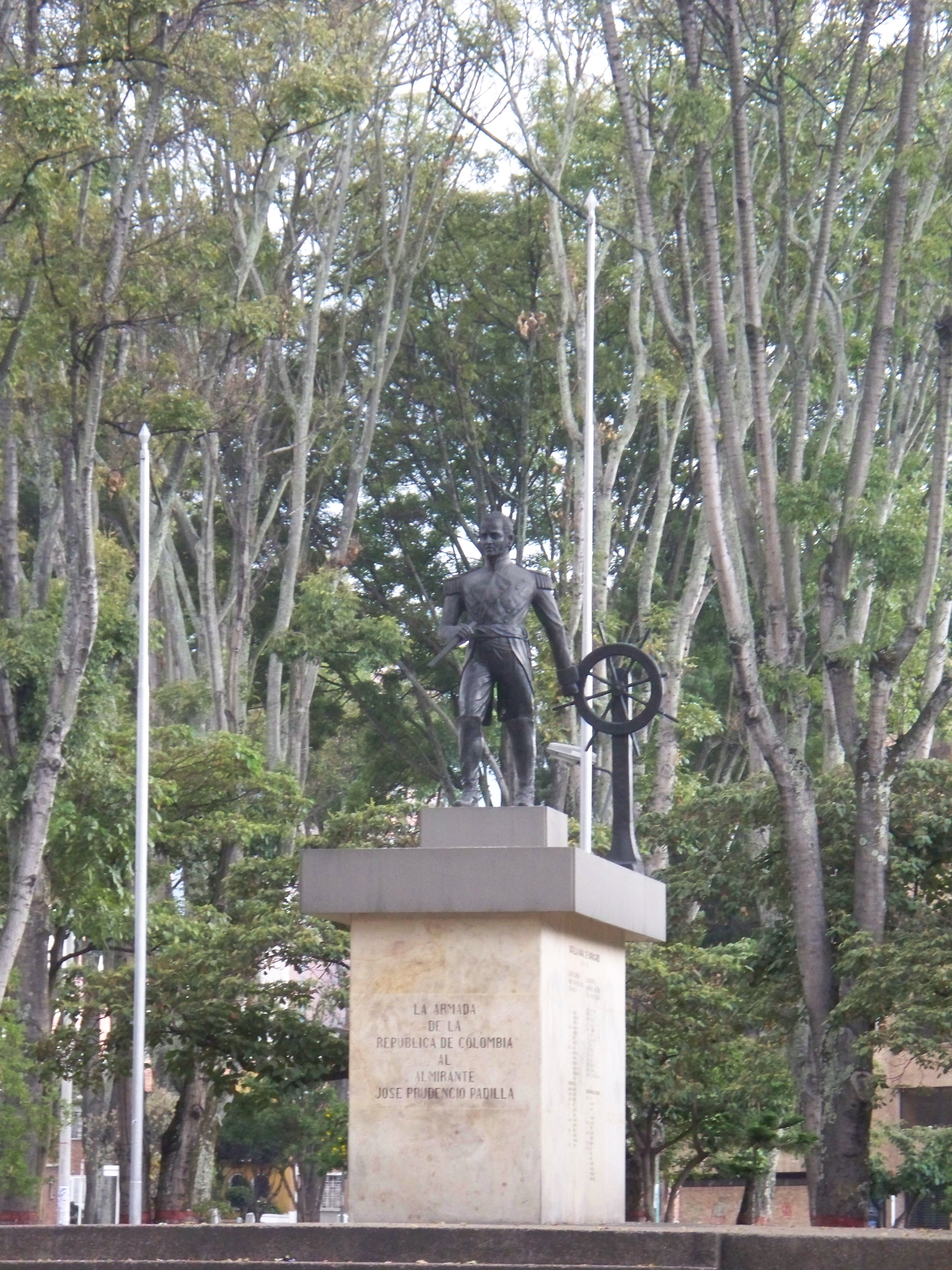
Monumento Almirante Prudencio Padilla.

La escuela de cadetes de la marina colombiana, recibe su nombre. Durante el 2011, se realizó la Expedición Padilla¸ iniciativa de la alcaldía de Cartagena, la Universidad Tecnológica de Bolívar, la Armada Nacional y el Banco de la República, por el bicentenario de la independencia de Cartagena, que buscó establecer su papel como el mayor libertador del Caribe. Sin embargo, con excepción de este último tales homenajes no se basaron en un ejercicio crítico que retomara su carácter pardo, como condicionante de su trayectoria y causante de su ejecución a manos de Bolívar y otros patriotas por temor a una "pardocracia", o un gobierno pardo. Es fundamental la relectura en esta clave, en la medida que Padilla encarnaba las oportunidades que se abrieron a modestos pardos como él en las guerras de independencia como los límites de la igualdad legal decretada por las constituciones independentistas. 
"Las clases criollas, en general, eran insensibles a la injusticia social y a la distribución desigual de la tierra , la riqueza y las oportunidades para todos los grupos sociales , principalmente ( indígenas, negros y pardos ), quienes habían luchado antes de las guerras de independencia por un cambio estructural radical"

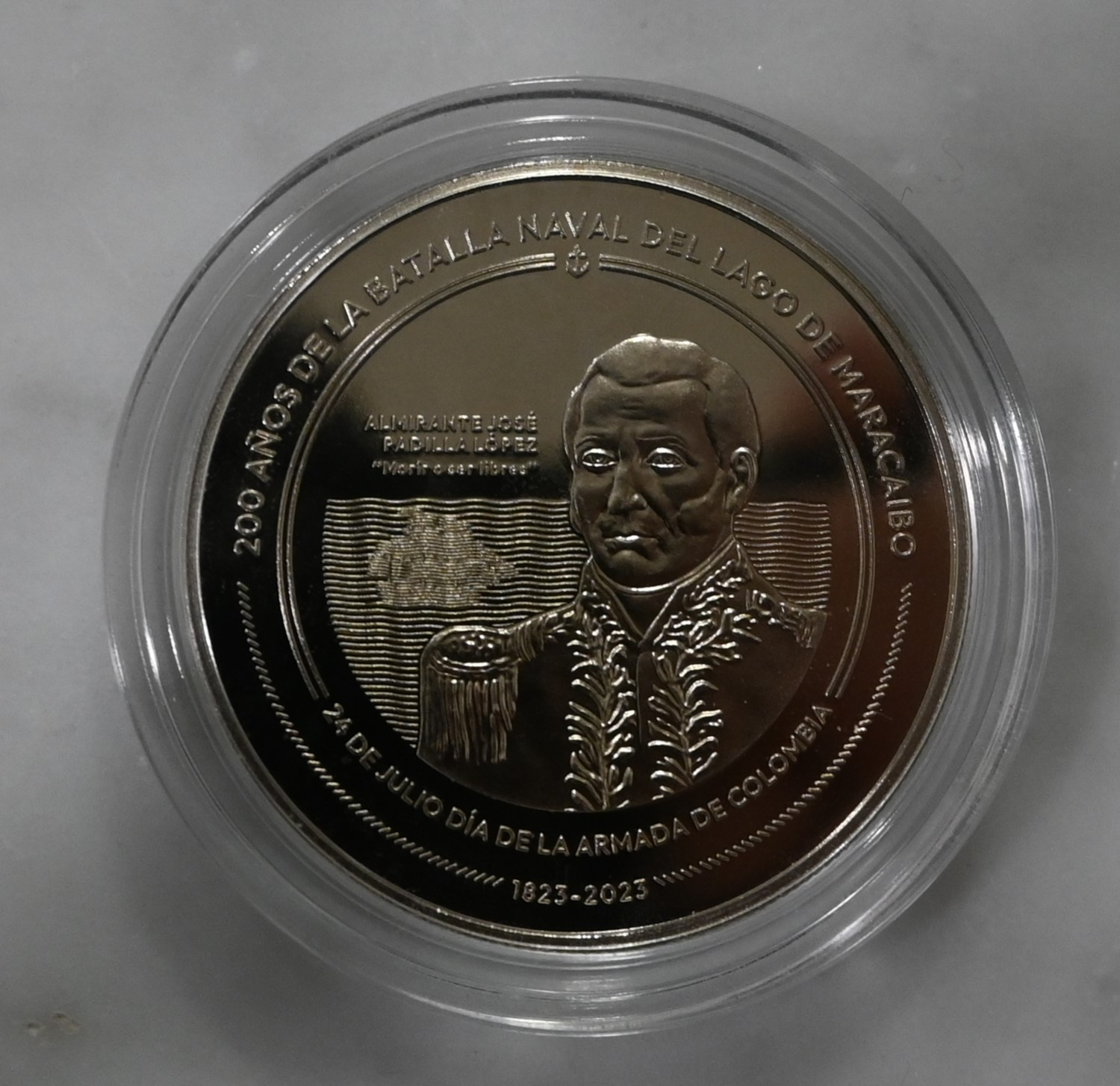

Los restos del Almirante Padilla reposaron en la Iglesia de San Agustín de Bogotá y exhumados el 4 de julio de 1923 y conducidos e inhumados definitivamente en la Catedral Nuestra Señora de los Remedios de Riohacha, la cual fue declarada en su honor como Patrimonio Cultural de la Nación Colombiana. En Venezuela fue creado en el Estado Zulia el Municipio Almirante Padilla en homenaje. También una de las fragatas de la Armada colombiana recibe el nombre "ARC Almirante Padilla". En el bulevar de Park Way en Bogotá existe una estatua en bronce en su honor. Así mismo, existe un colegio distrital al sur de Bogotá llamado en su honor, el Instituto Educativo Distrital Almirante Padilla, en la localidad de Usme, además del Centro Auxiliar de Servicios Docentes, de Barrancabermeja (Sant), que lleva el nombre de este prócer de la patria (CASD José Prudencio Padilla) hoy día institución educativa.
El autor colombiano Oscar Perdomo Gamboa, escribió una novela inspirada en la vida de Padilla, libro titulado "Allá en la guajira arriba" que fue premiado con el Estímulos 2016 por parte de la Gobernación del Valle del Cauca.
En República Dominicana
Plaza Patriótica 
En Perú
En el parque “El Faro la Marina” de Miraflores, el comandante general de la Marina del Perú, almirante Fernando Cerdán Ruiz; junto a autoridades militares de la República de Colombia, participan en la develación del busto del marino colombiano José Prudencio Padilla, el 2 de agosto de 2019.

### Literatura
Se han escrito algunas obras literarias sobre José Prudencio Padilla. Las más relevantes son "Piar, Petión y Padilla. Tres mulatos de la revolución", de Juan Zapata Olivella; "Allá en La Guajira arriba", de Óscar Perdomo Gamboa; y "José Padilla. Estampa de un Almirante", de Carlos Delgado Nieto. También son de destacar las siguientes biografías históricas:
- De Mier, J. Padilla.

- López, V,M. Padilla, Almirante de Colombia.

- Otero D'Costa, E. Vida del Almirante José Padilla (1778-1828).

- Torres Almeyda J. C. El Almirante José Padilla. Epopeya y martirio.
- Uribe White, E. Padilla.